# Myszoskoczka berberyjska
Myszoskoczka berberyjska (Gerbillus acticola) – gatunek ssaka z podrodziny myszoskoczków (Gerbillinae) w obrębie rodziny myszowatych (Muridae), występujący na Półwyspie Somalijskim.

## Zasięg występowania
Myszoskoczka berberyjska występuje endemicznie w północnej Somalii (środkowa część Somalilandu, na wschód od Hargejsy, stolicy tego terytorium).

## Taksonomia
Gatunek po raz pierwszy zgodnie z zasadami nazewnictwa binominalnego opisał w 1918 roku brytyjski zoolog Oldfield Thomas, nadając mu nazwę Gerbillus acticola. Holotyp pochodził z Berbery, w Somalii. 
G. acticola był uważany za podgatunek G. pyramidum, ale został uznany jako ważny gatunek, który potwierdzili kolejni autorzy. Autorzy Illustrated Checklist of the Mammals of the World uznają ten takson za gatunek monotypowy.

### Etymologia
- Gerbillus: fr. gerboa lub jerboa „myszoskoczek”, od arab. ‏جَرْبُوع‎ jarbū „mięśnie grzbietu i lędźwi”; łac. przyrostek zdrabniający -illus[7].
- acticola: gr. ακτιος aktios „z brzegu morza”, od ακτη aktē, ακτης aktēs „brzeg morza”[8]; łac. -cola „mieszkaniec”, od colere „mieszkać”[9].

## Morfologia
Długość ciała (bez ogona) 90–104 mm, długość ogona 124–142 mm, długość ucha 15 mm, długość tylnej stopy 26–29 mm; brak danych dotyczących masy ciała. 

## Ekologia
Myszoskoczka berberyjska występuje od poziomu morza do co najmniej 1000 m n.p.m. Niewiele wiadomo o tym gatunku; prowadzi naziemny tryb życia, najprawdopodobniej preferuje tereny suche, jednak jego wymagania środowiskowe nie są dobrze rozpoznane.

## Populacja
Zasięg tego gatunku nie jest dobrze określony, nie jest znany trend rozwoju populacji ani zagrożenia dla tego gatunku. Międzynarodowa Unia Ochrony Przyrody nie określa obecnie kategorii zagrożenia ze względu na niedobór informacji. Czerwona księga gatunków zagrożonych z 1996 roku stwierdzała, że jest to gatunek najmniejszej troski.